# Фільонка

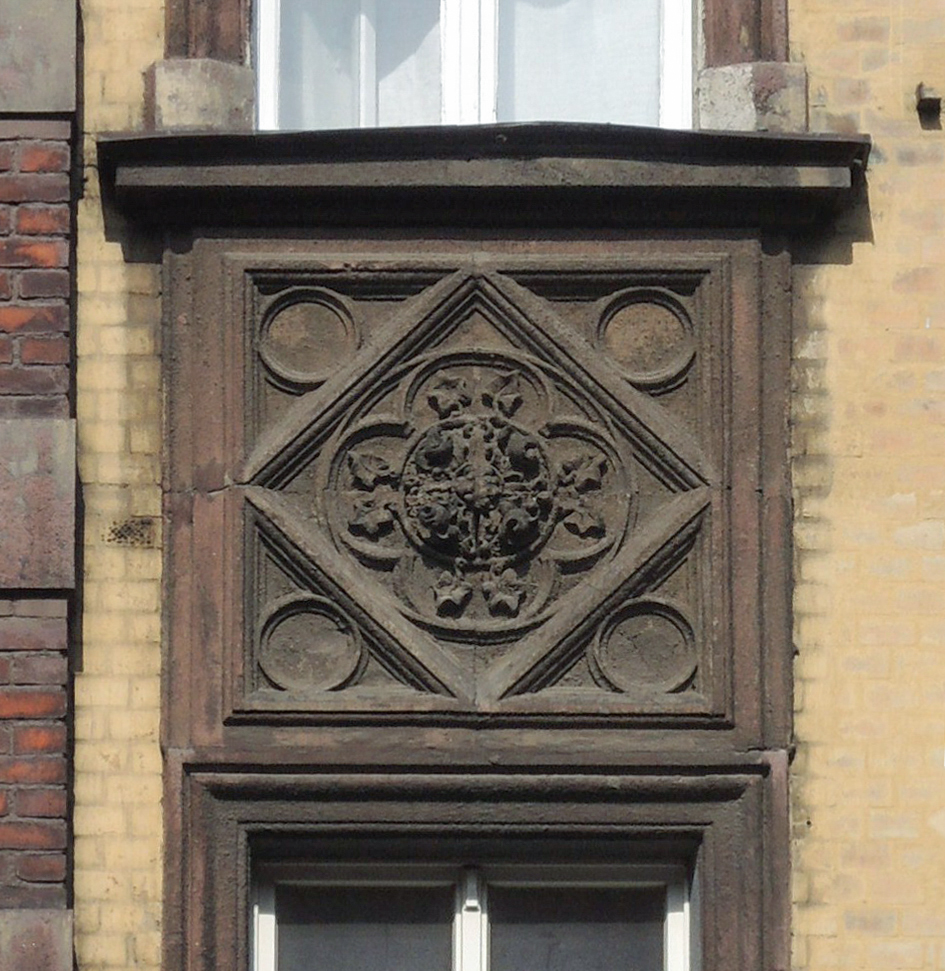
Барельєфна фільонка між вікнами будинку № 13 на вул. Яна Кохановського, Катовиці

Фільо́нка (через пол. filunek, filung від нім. Füllung — «наповнення») — архітектурний термін, яким позначають прямокутну (чи близької форми) вирівняну чи декоровану поверхню стіни, пілястри, обведену рамою, іноді трохи заглиблену. Внутрішню поверхню фільонки називають полем, воно може бути на рівні зі стіною чи нижче її. Площу фільонки прикрашають рельєфом, живописною чи орнаментальною композицією. Кути фільонок можуть виділяти розетками чи так званими кнопками — маленькими виступаючими кружками.
Іноді фільонками називають заглиблену поверхню не тільки прямокутної, а будь-якої форми (наприклад, кажуть про «фільонки складних геометричних форм» як одну з характерних рис сибірського бароко і про «восьмикутні фільонки»).

## Джерело
- Фільонка // Тимофієнко В. І. Архітектура і монументальне мистецтво: Терміни та поняття / Академія мистецтв України; Інститут проблем сучасного мистецтва. — К. : Видавництво Інституту проблем сучасного мистецтва, 2002. — 472 с. — ISBN 966-96284-0-7.